# Kimberley Walsh (piragüista)
Kimberley Walsh es una deportista británica que compitió en piragüismo en la modalidad de eslalon. Ganó una medalla de plata en el Campeonato Mundial de Piragüismo en Eslalon de 2005 y una medalla de bronce en el Campeonato Europeo de Piragüismo en Eslalon de 2004.

## Palmarés internacional
| Campeonato Mundial | Campeonato Mundial  | Campeonato Mundial | Campeonato Mundial |
| Año                | Lugar               | Medalla            | Competición        |
| ------------------ | ------------------- | ------------------ | ------------------ |
| 2005               | Penrith (Australia) | Medalla de plata   | K1 por equipos     |
| Campeonato Europeo |                     |                    |                    |
| Año                | Lugar               | Medalla            | Competición        |
| 2004               | Skopie (Macedonia)  | Medalla de bronce  | K1 por equipos     |